# 大维滕塞
大维滕塞（德語：Groß Wittensee）是德国石勒苏益格－荷尔斯泰因州的一个市镇。总面积23.60平方公里，总人口1117人，其中男性573人，女性544人（2011年12月31日），人口密度47人/平方公里。